# Titanoeca decorata
Titanoeca decorata är en spindelart som beskrevs av Yin och Youhui Bao 200. Titanoeca decorata ingår i släktet Titanoeca och familjen stenspindlar. Inga underarter finns listade i Catalogue of Life.